# ميناء آق كنبد
ميناء آق كنبد هو ميناء تجاري يقع على الساحل الغربي من جزيرة شاهي وشرق بحيرة أرومية بـمحافظة أرذبيجان الشرقية في إيران، وهو أهم الموانئ الاقتصادية في البحيرة ويمثل نقطة ارتباط بين سكان سبع قرى في هذه الجزيرة مع قرية أرومية، وهذه القرى هي: آق كنبد، سراي، قنجاق، تيمورلو، كميجي، بواراجارلو وبهرام آباد.